# The Uneasy Three
The uneasy three è una comica muta del 1925 diretta da Leo McCarey con protagonista Charley Chase.
Il film fu pubblicato il 15 novembre 1925.

## Trama
Un ladro, la sua donna, e il fratello scemo della donna stabiliscono di rubare un gioiello di valore durante una festa dell'alta società. Essi impersonano un trio di musicisti assunti per suonare per l'affare, e quando i veri musicisti arrivano, la gang deve non solo convincere i partecipanti alla festa che essi sanno suonare gli strumenti, essi devono anche persuadere i partecipanti alla festa che i veri musicisti sono ladri che vogliono rubare il gioiello.